# Senat von Georgia

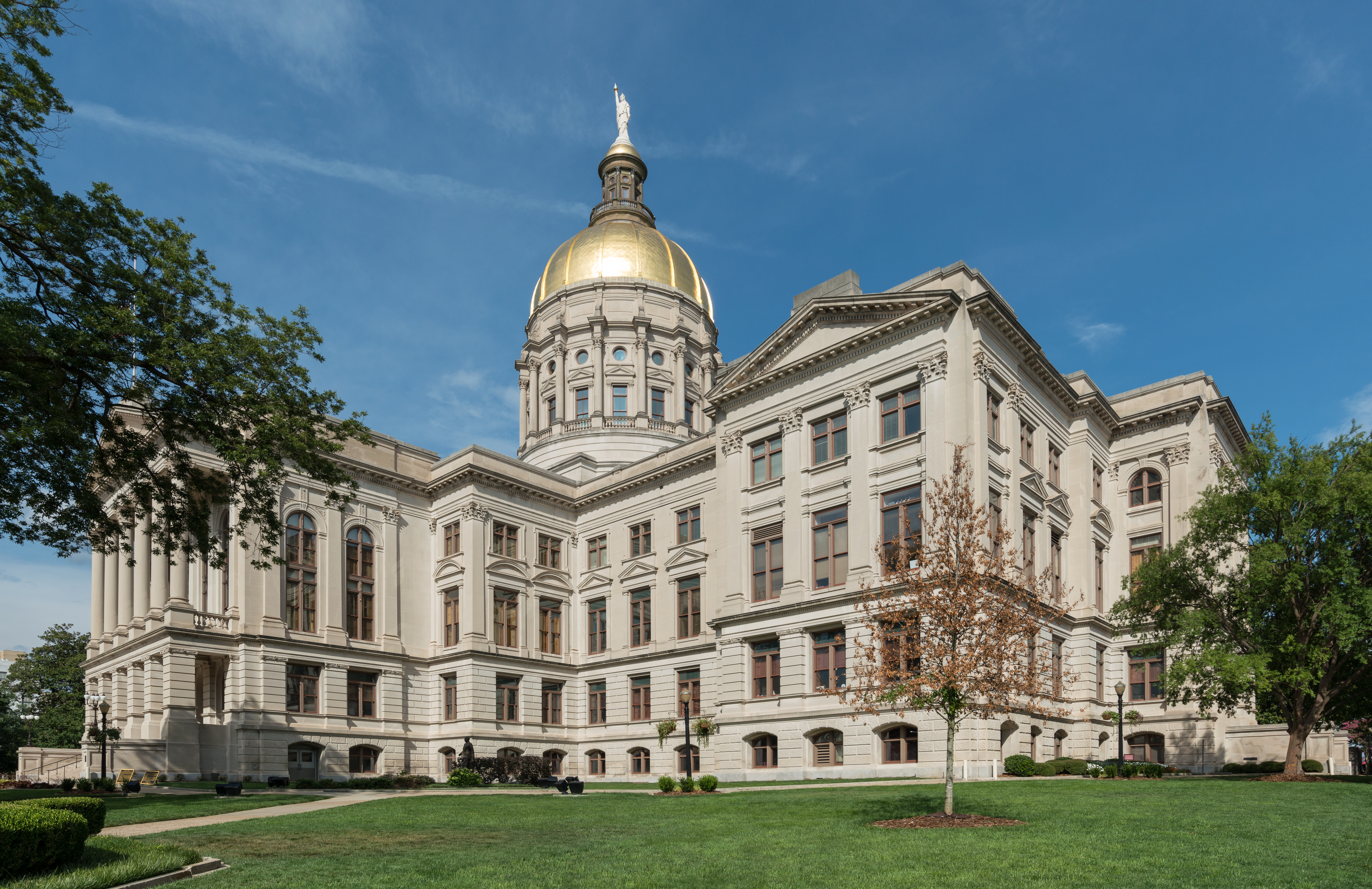
Kapitol von Georgia

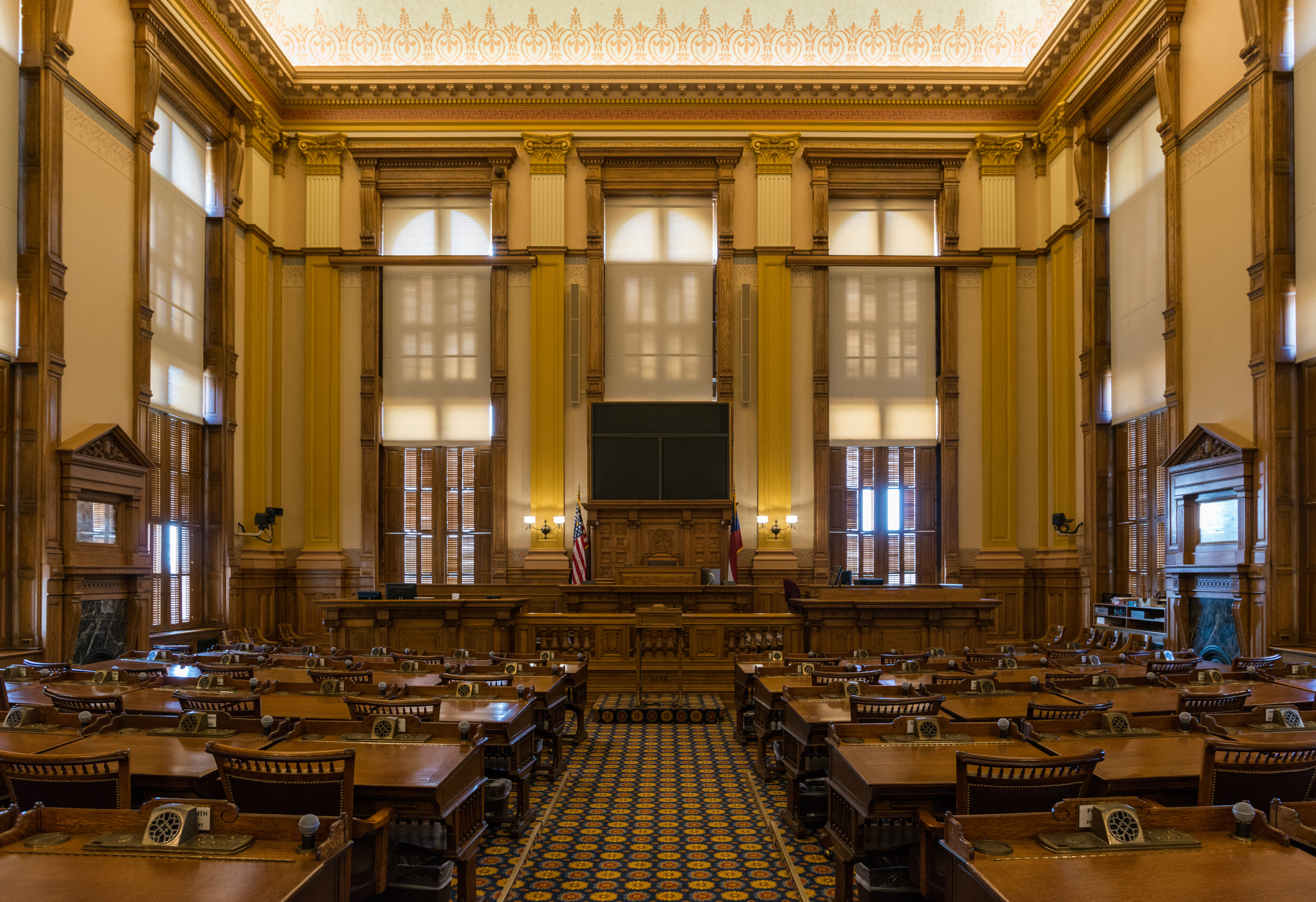
Plenarsaal

Der Senat von Georgia (Georgia State Senate) ist das Oberhaus der Georgia General Assembly, der Legislative des US-Bundesstaates Georgia.
Die Parlamentskammer setzt sich aus 56 Senatoren zusammen, die jeweils einen Wahldistrikt repräsentieren. Die Senatoren werden jeweils für vierjährige Amtszeiten gewählt. Die Wahlen finden am ersten Dienstag nach dem ersten Montag im November in den geradzahligen Jahren statt. Jedes Mitglied des Repräsentantenhauses muss Staatsbürger der Vereinigten Staaten sein und mindestens schon zwei Jahre in Georgia gelebt haben. Ferner muss man vor seiner Wahl mindestens ein Jahr in dem Wahlbezirk wohnhaft gewesen sein und bei seiner Wahl mindestens 25 Jahre alt sein. Es existiert keine Beschränkung bezüglich der Amtszeiten.
Der Sitzungssaal des Senats befindet sich gemeinsam mit dem Repräsentantenhaus im Georgia State Capitol in der Hauptstadt Atlanta.

## Aufgaben des Senats
Wie in den Oberhäusern anderer Bundesstaaten und Territorien sowie im US-Senat fallen dem Senat von Georgia im Vergleich zum Repräsentantenhaus spezielle Aufgaben zu, die über die Gesetzgebung hinausgehen. So obliegt es dem Senat, Nominierungen des Gouverneurs in dessen Kabinett, weitere Ämter der Exekutive sowie Kommissionen und Behörden zu bestätigen oder zurückzuweisen.

## Struktur der Kammer
Präsident des Senats ist der jeweils amtierende Vizegouverneur. An Abstimmungen nimmt er nur teil, um bei Pattsituationen eine Entscheidung herbeizuführen. In Abwesenheit des Vizegouverneurs steht der jeweilige Präsident pro tempore den Plenarsitzungen vor. Dieser wird von der Mehrheitsfraktion des Senats gewählt und später durch die Kammer bestätigt. Derzeitiger Vizegouverneur und Senatspräsident ist der Republikaner Burt Jones, Präsident pro tempore der Republikaner John Flanders Kennedy aus dem 15. Wahlbezirk.
Zum Mehrheitsführer (Majority leader) der Republikaner wurde Steve Gooch, 51. Wahlbezirk, gewählt; Oppositionsführer (Minority leader) ist die Demokratin Gloria Butler aus dem 55. Wahlbezirk.

## Zusammensetzung der Kammer nach der Wahl im Jahr 2022
- Demokraten: 23
- Republikaner: 33

| Partei | Partei                 | Abgeordnete |
| ------ | ---------------------- | ----------- |
|        | Republikanische Partei | 33          |
|        | Demokratische Partei   | 23          |
| Summe  | Summe                  | 56          |

## Liste der Ausschüsse
| - Agriculture and Consumer Affairs - Appropriations - Banking and Financial Institutions - Economic Development - Education and Youth - Ethics - Finance - Health and Human Services - Higher Education - Insurance and Labor - Interstate Cooperation - Judiciary | - Natural Resources and the Environment - Public Safety and Homeland Security - Reapportionment and Redistricting - Regulated Industries and Utilities - Retirement - Rules - Science and Technology - Special Judiciary - State and Local Governmental Operations - State Institutions and Property - Transportation - Veterans and Military Affairs |